# The Leak
The Leak è un EP del rapper Lil Wayne, pubblicato il 25 dicembre 2007. L'EP comprende cinque canzoni registrate da Lil Wayne per l'album Tha Carter III, finite su internet prima del previsto. Le canzoni sono state reinserite nell'edizione deluxe di Tha Carter III.

## Tracce
1. I'm Me – 4:54
2. Gossip – 3:24
3. Kush – 3:41
4. Love Me or Hate Me – 3:59
5. Talkin' About It – 3:31